# دنتلاین
دنتلاین (به آلمانی: Dentlein am Forst) یک منطقهٔ مسکونی در آلمان است که در آنسباخ واقع شده‌است.